# Луций Антистий
Лу́ций Анти́стий (лат. Lucius Antistius; умер после 379 года до н. э.) — римский политический деятель из плебейского рода Антистиев, военный трибун с консульской властью 379 года до н. э.
Луций Антистий первым из своего рода достиг курульных должностей: он стал одним из пяти военных трибунов-плебеев в коллегии 379 года до н. э., включавшей восемь человек. Двое его коллег-патрициев, превосходившие остальных знатностью и влиянием, Публий Манлий Капитолин и Гай Манлий Вульсон, добились без жеребьёвки самого почётного назначения, на войну с вольсками. О деятельности Луция Антистия известно только, что он в числе прочих плебейских магистратов обеспечил, по словам Ливия, «домашнее спокойствие».